# Tilly Fleischer
Ottilie ("Tilly") Fleischer (Frankfurt am Main, Németország, 1911. október 2. – Lahr, Németország, 2005. július 14.) olimpiai bajnok német atléta, gerelyhajító.

## Pályafutása
Három versenyszámban is részt vett az 1932-es Los Angeles-i olimpián. Tilly tagja volt a négyszer százas német váltónak, mely a hatodik helyen zárt. A diszkoszvetés számában negyedik lett, míg gerelyhajításban bronzérmet szerzett. Négy évvel később, a berlini olimpián már csak a gerelyhajítás versenyén szerepelt. Itt - 45,18 méteres új olimpiai rekorddal - lett bajnok, megelőzve honfitársát, Luise Krüger, valamint a lengyel Maria Kwaśniewskát.
Miután visszavonult az atlétikából kézilabdázott. 1943-ban német bajnoki címet szerzett a klubjával, az Eintracht Frankfurttal.
2005. július 14-én halt meg a németországi Lahr-ban, 93 évesen.

## Egyéni legjobbjai
- Magasugrás - 1,43 méter (1928)
- Diszkoszvetés - 38,71 méter (1935)
- Súlylökés - 12,88 méter (1930)
- Gerelyhajítás- 45,18 méter (1936)